# Esport i Cultura

Esport i Cultura va ser una publicació d'esports editada a Igualada l'any 1922.

## Descripció
Portava el subtítol Revista setmanal il·lustrada i també Porta-veu de la Secció d'Esports del Ateneu Igualadí de la Classe Obrera.
L'editor era l'Ateneu Igualadí. Els tres primers números es van imprimir a Barcelona, a La Tribuna i després s'imprimia als tallers de Codorniu i Miranda. Al principi tenia vuit pàgines, amb un format de 23 x 18 cm i, a partir del núm. 4, en va tenir 16, amb un format de 27 x 19 cm. Les pàgines tenien dues columnes. Portava fotografies.
El primer número va sortir el 3 de gener de 1922 i l'últim, el 26, el 27 de juny del mateix any. Va canviar diverses vegades de capçalera.

## Continguts
A l'article de presentació deien que l'objectiu de la revista era «enfortir el cos i dignificar l'esperit: enfortiment per mitjà de l'esport, que vol dir salut i dignificació pel conreu de la cultura».
Publicava informació i comentaris sobre activitats esportives, taules d'entrenament per a la pràctica dels esports atlètics i també organitzaven proves atlètiques, partits i curses. Tot i haver-hi notícies sobre automobilisme, boxa i atletisme, dominava la informació sobre futbol, especialment en les il·lustracions. Pel que feia a l'aspecte cultural, hi havia poesies, articles sobre música, teatre, conferències i comentaris generals sobre les activitats igualadines, especialment les que estaven organitzades per l'Ateneu Igualadí.
La dirigia Jordi Bel i entre els seus redactors i col·laboradors cal esmentar Rossend Calvet i Mata, que també havia dirigit la publicació, Josep Rius Borràs, Francesc Bosch, Antoni Muset Ferrer, Joan Trullàs i Amadeu Altimira.

## Localització
- Biblioteca Central d'Igualada. Plaça de Cal Font. Igualada (col·lecció completa i relligada).